# Barry Melton
Pour les articles homonymes, voir Melton.
Barry "The Fish" Melton (né le 14 juin 1947 à New York, États-Unis) est le cofondateur du Country Joe and the Fish avec  "Country Joe" Macdonald en 1965.
Son  surnom "The Fish" annonce une certaine politisation. "The Fish" ferait référence à une citation de Mao Zedong ("L'armée doit être dans le peuple comme un poisson dans l'eau"). Il partage cette particularité avec son collègue  "Country Joe"  Macdonald, "Country Joe" était le surnom de Joseph Staline pendant la seconde guerre mondiale.

## Biographie
Barry Melton débute dans la musique à San Francisco,dans ces années d'adolescence, en tant que membre du groupe "Instant Action Jug Band".
Il collabore à des enregistrements de McDonald en soutien du journal politique de ce dernier "Rag Baby". Ils décident de former un groupe  "Country Joe and the Fish". Barry Melton est le " lead" guitare et Country Joe assure la partie vocale. Après de nombreux changements de formation, particulièrement après le troisième album, Together (en), Melton et McDonald forment le noyau stable du groupe qui a duré jusqu'à la fin des années 1960. Melton a continué le groupe  après le départ de McDonald Des anciens membres de Big Brother and the Holding Company, Peter Albin et David Getz,   l'ont rejoint après que  Janis Joplin ait quitté ce groupe.
Barry joue sur tous les enregistrements de Country Joe et The Fish et il écrit aussi certaines des chansons que le groupe enregistre. 
Barry Melton joue dans les films tournés au festival de musique pop de Monterey et de Woodstock. Il interprète  un hors-la-loi dans le film Zacharia, et les autres films dans lequel Country Joe et le Fish jouent.
Melton est aussi un membre fondateur de The Dinosaurs, le seul supergroupe de musique psychédélique de la baie de San Francisco.
Il est avocat de défense dans les procès criminels depuis plus de 30 années, et pendant plus de dix ans il était avocat commis d'office du Yolo County, Californie. 
En fin de carrière, Barry Melton tourne en Italie, en Angleterre en France et en Russie. Il joue souvent avec son propre groupe, principalement en Californie, et occasionnellement en Europe lors de brèves tournées. Peter Albin de Big Brother and the Holding Company a continué à jouer avec Barry pendant plus de 40 ans. En septembre 2014, Barry Melton prend sa retraite de la scène après une dernière soirée au Saloon de San Francisco.